# Themis-Nunatak
Der Themis-Nunatak ist ein großer und rund 800 m hoher Nunatak mit abgeflachtem Gipfel im Süden der westantarktischen Alexander-I.-Insel. Er ragt 10 km westsüdwestlich des Mount Umbriel auf.
Trimetrogon-Aufnahmen der US-amerikanischen Ronne Antarctic Research Expedition (1947–1948) und Vermessungen des Falkland Islands Dependencies Survey zwischen 1948 und 1950 dienten seiner Kartierung. Das UK Antarctic Place-Names Committee benannte ihn 1974 in Anlehnung an die Benennung des benachbarten Saturn-Gletschers nach dem Saturnmond Themis.